# Європейська асоціація українців
Європейська асоціація українців (ЄАУ) є неприбутковою, неурядовою громадською організацією з центральним офісом у Брюсселі та представництвами у Парижі, Страсбурзі, Мюнхені та Берліні. 
Основна мета ЄАУ — забезпечення і представництво інтересів України та українців, які тимчасово або постійно проживають на території країн Європейського Союзу. Асоціація виникла у Брюсселі в 2006 році в результаті тривалої роботи українських громадських діячів та представників української діаспори в Європі.

## Стратегічні цілі
Асоціація має такі стратегічні цілі:
- просування та захист інтересів України та українців у Європейському Союзі;
- популяризація України, створення та підтримка її позитивного іміджу в Європі;
- сприяння постійному та ефективному діалогу української громадськості з інституціями і громадянським суспільством Європейського Союзу.

## Напрямки діяльності

Брюссельський «Пісяючий хлопчик» в українському козацькому вбранні на День Незалежності України (24 серпня), 2007 рік

### Організація дискусійних заходів в Брюсселі
Асоціація проводить у Брюсселі міжнародні круглі столи з актуальної української тематики. Матеріали круглих столів розповсюджуються серед європейських владних інституцій.

### Українське лобі в Європейському Союзі
Асоціація проводить роботу з формування в Європейському Парламенті проукраїнської депутатської платформи, яка представлятиме та просуватиме інтереси України в ЄС. Депутати різних фракцій знаходяться в контакті з Асоціацією.  Аналогічна співпраця налагоджена з Парламентською Асамблеєю Ради Європи.

### Акції прямої дії
Щоб привернути увагу європейського співтовариства до проблем України Асоціація проводить мітинги та пікетування  у Брюсселі та у столицях інших країн Європейського Союзу.

### Популяризація України в Європі
Щороку із 2007 року 24 серпня Асоціація організовує в Брюсселі заходи по святкуванню Дня Незалежності України. Урочистий прийом мера Брюсселя в міській Ратуші, піший похід українців вулицями міста і, нарешті, вдягання символу столиці Європейського Союзу — «Хлопчик, що пісяє» (нід. MannekenPis) в український національний костюм. Акція набула широкого міжнародного резонансу та збирає сотні українців з різних європейських країн.